# ميزه
ميزه هي بلدة تقع في إقليم إيرو، قسطانية، جنوب فرنسا. يبلغ عدد سكان البلدة حوالي 12،307 نسمة.